# 바르구나구

방글라데시 바르구나구

바르구나구(벵골어: বরগুনা জেলা)는 방글라데시 바리살구에 있는 구이고, 방글라데시의 남부에 위치해 있다. 바르구나구는 1969년에 설립되었고 1984년 2월 28일에 구역으로 승격되었다.

## 역사
바르구나구는 슌도르본 지역에 있었다. 시간의 진화 속에서 사람들은 나무를 베어 숲을 개간하기 시작했고 이곳에서 살기 시작했다. 목재 상인들이 숲에서 나무를 채취하기 위해 이곳에 오곤 했다.

## 어원학
그 지역을 명명할 충분한 증거가 없다. 일부 역사가들은 북쪽 지역의 목재 상인들이 목재를 사기 위해 이곳에 와서 호의적인 흐름을 이겨내기를 기다렸고 그곳에서 "바로-가나"라는 이름이 유래되었다고 말한다. 다른 사람들은 이 지역의 유명한 라카인 거주자의 이름을 따서 지었다고 하지만, 어떤 사람들은 이 이름이 "바르구나"라는 이름의 바왈리에서 유래했다고 말한다.

## 경제
바르구나구의 경제는 주로 농업에 의존하고 있다. 주요 작물은 쌀과 협과를 포함한다. 주트 재배는 한때 중요했지만, 점차 현금 작물로서의 인기를 잃었다. 해안지역인 바르구나구는 번창하는 어업을 가지고 있다. 그 지역의 생산품에는 구장 잎, 협과, 바나나, 빈랑나무 열매, 당밀, 해산물 및 새우가 포함된다. 농지의 총 면적은 104231헥타르이다.
이 지방에는 주요 산업이 없다. 많은 소규모 제조 산업은 주로 정미소, 제재소, 비누 공장, 제분소, 제빙 공장 및 펜 공장으로 구성되었다. 식품가공산업 25개, 화학산업 10개, 섬유가정공예산업 10개, 기타산업 35개가 있다. 대부분의 산업은 사다리 지역에 있고 나머지는 다른 우파질라에 있다. 직조, 대나무, 지팡이 예술품, 금 세공, 대장간, 도자기, 목공예, 그리고 재단 같은 전통적인 가내 공업 또한 시골 지역에서 번창하고 있다.

## 인구
2011년 기준으로 바르구나구에는 전체 인구가 892,781명이고 인구 밀도는 km2당 460명이다. 여성은 51.01%로 인구의 대다수를 차지하고 있으며 남성은 48.99%를 차지하고 있다. 총 남성 인구는 437,413명, 총 여성 인구는 455,368명이다. 총 유권자 수는 662,375명이다.

### 종교
이 지역 인구의 압도적 대다수는 이슬람교도이며 힌두교도의 인구 비율은 1981년 인구 조사 이후 9.35%로 감소하였다. 불교도들과 기독교도들도 마찬가지였다. 바리살 분할의 다른 구역과 마찬가지로, 2001년~2011년 기간 동안 3개 소수인구의 절대적인 수는 감소했다.
이 지역에는 3760개의 모스크, 144개의 사원, 1개의 교회, 18개의 불탑이 있다.

## 건강
이 지역에는 100병상 규모의 현대식 종합병원이 있지만 250병상 규모의 업그레이드 공사가 진행 중이다. 이 외에도, 이 지구에는 5개의 우파질라 건강 단지, 8개의 우파질라 건강 센터, 123개의 지역 클리닉이 있다. 총 32명의 정부 의사들이 이 지역 전체에 서비스를 제공하고 있다. 병원과 클리닉에는 총 134명의 의사가 부족하다.

## 같이 보기
- 방글라데시의 구
- 바리살주